# Bolesław Łopaciński
 Bolesław Łopaciński herbu Lubicz (ur. 12 lipca 1832 w Obinianach, zm. 1904) – historyk, kawaler maltański.
Pochodził z odnogi szarkowskiej Łopacińskich. Autor materiałów historycznych o księciu Kurlandii i Semigalii Karolu Krystianie Wettynie. Radca dworu Cesarstwa Rosyjskiego oraz orderów Karola III hiszpańskiego, Franciszka Józefa austriackiego, Korony włoskiej, portugalskim orderem Chrystusa, Alberta Walecznego saskiego i Czerwonego Orła kl. IV pruskiego.